# Hurghada
Hurghada, /hərˈɡædə, -ˈɡɑː-/ (àrab: الغردقة, al-Ḡardaqa, pronunciat en àrab egipci /el ɣæɾˈdæʔæ]/) és una ciutat d'Egipte, capital de la Governació de la Mar Roja. És un dels centres turístics més important de la Mar Roja i la tercera ciutat més gran d'Egipte a la costa del Mar Roig, després de Suez i Ismaïlia.

## Geografia, història i transports

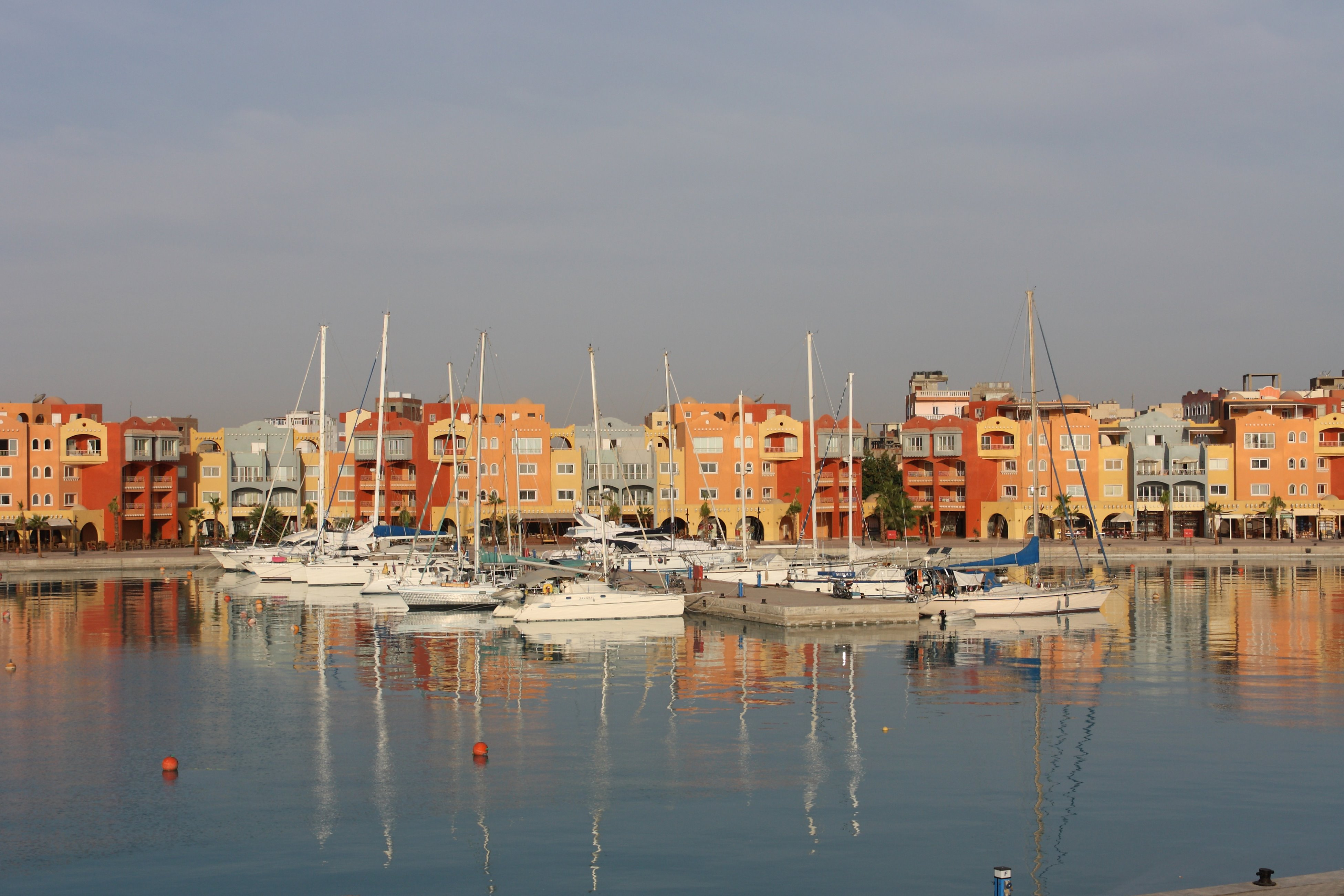
Matí al barri marítim de Hurghada

La ciutat de Hurghada fou fundada a principis del segle xx. Fins fa pocs anys era un petit poblet de pescadors però des de la dècada de 1980 ha estat ampliada constantment pels egipcis i inversors estrangers perquè esdevingués el resort turístic líder del Mar Roig. A la ciutat es poden trobar hotels i serveis d'esports aquàtics per als windsurfistes, navegants en iots, bussejadors i pels practicants de snòrquel. Hurghada és coneguda per les seves activitats aquàtiques, vida nocturna i clima temperat. La temperatura diürna és aproximadament de 30 °C durant gran part de l'any. Molts europeus passen les seves vacances de nadal i any nou a la ciutat, sobretot alemanys, russos i italians.
Hurghada té uns 36 quilòmetres de costa i està situada a prop del desert. El resort és un destí turístic per a turistes egipcis del Caire, el Delta i l'Alt Egipte, així com està en paquets de vacances per a turistes europeus. En l'actualitat la ciutat té uns 248.000 habitants en tres districtes:
- El Dahar. La ciutat baixa, la part més antiga de la ciutat.
- Sekalla. El centre de la ciutat.
- El Memsha, la part més moderna.

A Sekalla hi ha hotels relativament econòmics. A Dahar és a on hi ha el basar més gran de la ciutat, l'oficina postal i l'estació dels busos de llarga distància.
A la ciutat hi ha l'Aeroport internacional de Hurghada, que té connexions aèries amb el Caire i amb moltes ciutats europees(Berlín, Colònia, Düsseldorf, Frankfurt, Nuremberg, Belgrad, Viena, Amsterdam, Hamburg, Hannover, Leipzig, Múnic, Stuttgart, Londres, Ginebra, Zúric, Alexandria, Jeddah, Sharm el-Sheikh, Brussel·les, Luxemburg, Salzburg, Birmingham, Manchester, París i Istanbul, entre d'altres.). Aquest aeroport està en procés d'expansió i té una capacitat de 7.5 milions de passatgers anuals.

## Clima
Hurghada té un clima subtropical-desèrtic (segons la Classificació climàtica de Köppen: BWh), amb hiverns mig-càlids i càlids i estius molt càlids. Les temperatures entre el desembre i el febrer són càlides, durant el novembre, març i abril, hi ha una calor confortable, el maig i l'octubre són mesos càlids i entre el juny i el setembre el clima és molt càlid. Durant l'any hi ha al voltant de 3.800 hores de llum solar (una de les més altes del món) i va des d'una mitjana de nou hores de llum del sol al desembre fins a 13 hores de llum solar al juliol. La temperatura mitjana de l'aigua del mar anual és de 24 °C i va des dels 21 °C entre el febrer i el març fins als 28 °C a l'agost.
El 12 de juny de 2013 es va registrar la seva temperatura més alta: 46 °C i el 2 de febrer de 1993 la seva temperatura més baixa, 0 °C.
| Dades climàtiques a Hurghada | Dades climàtiques a Hurghada | Dades climàtiques a Hurghada | Dades climàtiques a Hurghada | Dades climàtiques a Hurghada | Dades climàtiques a Hurghada | Dades climàtiques a Hurghada | Dades climàtiques a Hurghada | Dades climàtiques a Hurghada | Dades climàtiques a Hurghada | Dades climàtiques a Hurghada | Dades climàtiques a Hurghada | Dades climàtiques a Hurghada | Dades climàtiques a Hurghada |
| Mes | gen                          | febr                         | març                         | abr                          | maig                         | juny                         | jul                          | ag                           | set                          | oct                          | nov                          | des                          | anual                        |
| --- | ---------------------------- | ---------------------------- | ---------------------------- | ---------------------------- | ---------------------------- | ---------------------------- | ---------------------------- | ---------------------------- | ---------------------------- | ---------------------------- | ---------------------------- | ---------------------------- | ---------------------------- |
| Màxima rècord °C (°F) | 30 (86)                      | 32 (90)                      | 35 (95)                      | 40 (104)                     | 43 (109)                     | 46 (115)                     | 44 (111)                     | 42 (108)                     | 43 (109)                     | 43 (109)                     | 35 (95)                      | 32 (90)                      | 46 (115)                     |
| Màxima mitjana °C (°F) | 21.5 (70.7)                  | 22.6 (72.7)                  | 25.2 (77.4)                  | 29.1 (84.4)                  | 32.9 (91.2)                  | 35.3 (95.5)                  | 36.2 (97.2)                  | 36.1 (97)                    | 34.3 (93.7)                  | 31.1 (88)                    | 26.8 (80.2)                  | 22.7 (72.9)                  | 27.9 (82.2)                  |
| Mitjana diària °C (°F) | 15.7 (60.3)                  | 16.8 (62.2)                  | 19.3 (66.7)                  | 22.8 (73)                    | 26.1 (79)                    | 28.9 (84)                    | 29.7 (85.5)                  | 29.9 (85.8)                  | 28 (82)                      | 25.2 (77.4)                  | 21 (70)                      | 17.1 (62.8)                  | 23.38 (74.08)                |
| Mínima mitjana °C (°F) | 11 (52)                      | 11.4 (52.5)                  | 14 (57)                      | 17.8 (64)                    | 21.9 (71.4)                  | 24.8 (76.6)                  | 26.4 (79.5)                  | 26.2 (79.2)                  | 24.2 (75.6)                  | 20.9 (69.6)                  | 16.6 (61.9)                  | 12.5 (54.5)                  | 18.74 (65.73)                |
| Mínima rècord °C (°F) | 1 (34)                       | 0 (32)                       | 1 (34)                       | 11 (52)                      | 10 (50)                      | 17 (63)                      | 20 (68)                      | 16 (61)                      | 14 (57)                      | 11 (52)                      | 6 (43)                       | 3 (37)                       | 0 (32)                       |
| Precipitació mitjana mm (polzades) | 0.4 (0.016)                  | 0.02 (0.0008)                | 0.3 (0.012)                  | 1 (0.04)                     | 0.04 (0.0016)                | 0 (0)                        | 0 (0)                        | 0 (0)                        | 0 (0)                        | 0.6 (0.024)                  | 2 (0.08)                     | 0.9 (0.035)                  | 5.26 (0.2094)                |
| Mitjana de dies de pluja (≥ 0.01 mm) | 0.3                          | 0.2                          | 0.3                          | 0.3                          | 0.2                          | 0                            | 0                            | 0                            | 0                            | 0.2                          | 0.2                          | 0.3                          | 2                            |
| Humitat relativa mitjana (%) | 48                           | 46                           | 46                           | 43                           | 42                           | 41                           | 45                           | 46                           | 48                           | 53                           | 51                           | 51                           | 46.67                        |
| Mitjana mensual d'hores de sol | 279                          | 290                          | 310                          | 300                          | 341                          | 360                          | 403                          | 372                          | 330                          | 310                          | 270                          | 279                          | 3.844                        |
| Font #1: World Meteorological Organization (1971-2000), Climate Charts for mean, year temperatures and humidity, Weather2Travel for sunshine |                              |                              |                              |                              |                              |                              |                              |                              |                              |                              |                              |                              |                              |
| Font #2: Voodoo Skies and Bing Weather for record temperatures                                                                               |                              |                              |                              |                              |                              |                              |                              |                              |                              |                              |                              |                              |                              |

## Turisme
La principal indústria i font de riquesa de la ciutat de Hurghada és el turisme intern i internacional degut al seu paisatge espectacular, el seu clima temperat i sec i la llargària de les seves platges naturals. Les seves aigües són clares i tranquil·les durant la major part de l'any i han convertit en populars per a la pràctica de diversos esports aquàtics, sobretot recreatius com el busseig i l'esnòrquel.
Hi ha molts comerços de busseig. Els llocs de bussig al voltant de l'Illa Abu Ramada, Giftun Kebir i Giftun Soraya són molt populars, tot i que també es busseja per a veure vaixells enfonsats com el Mina o el Rosalie Moller.

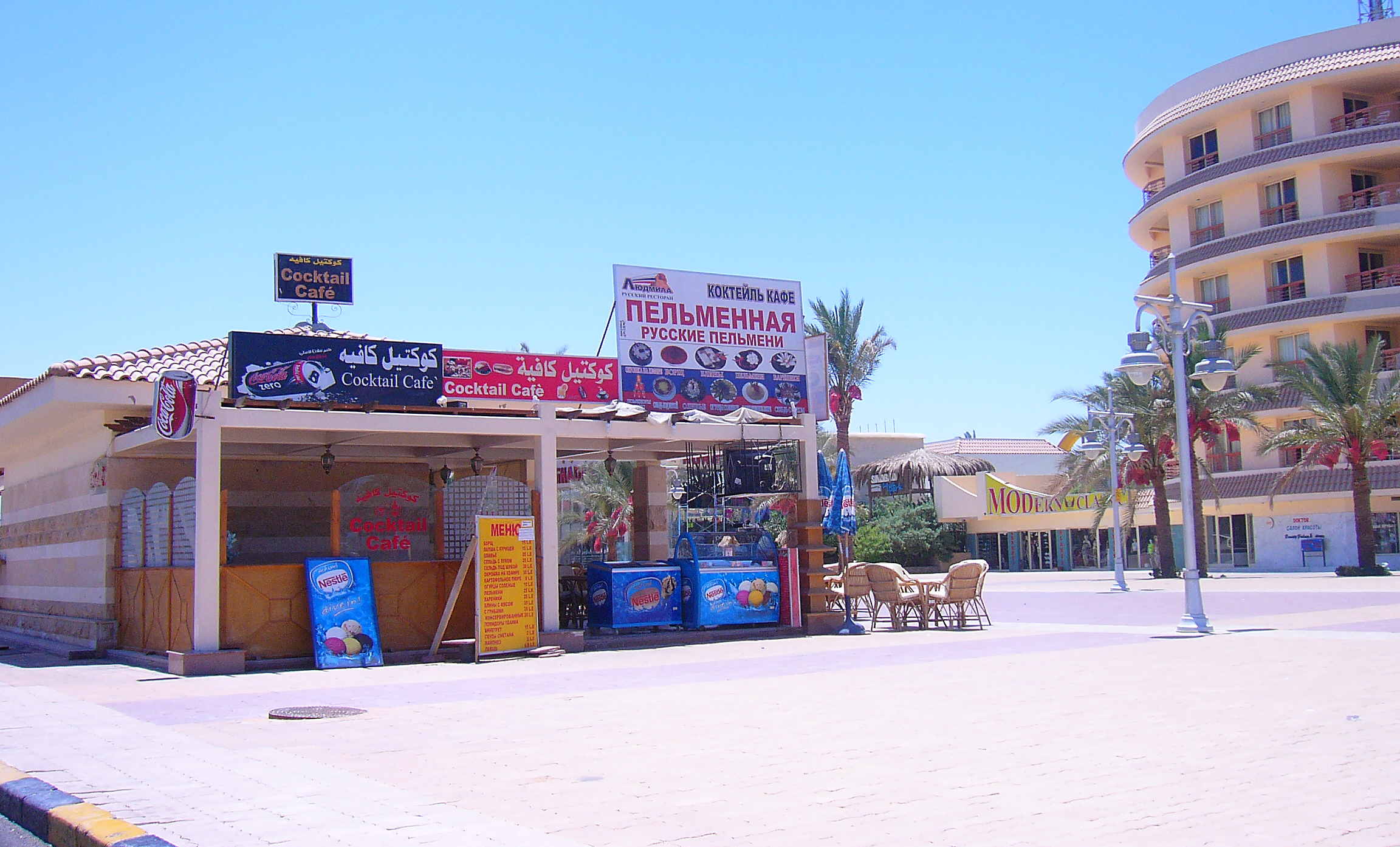
Comerços en rus al centre de Hurghada.

### Resorts turístics propers a Hurghada

#### Al-Qusayr
Al-Qusayr és una de les portes d'Egio`te i una de les ciutats més antigues de la costa occidental de la Mar Roja. En el passat fou coneguda per diversos noms, com Thagho (període faraònic), Leucos Limen (port blanc en grec, durant el període Hel·lenístic i Ptolemaic) i Portus Albus, al Període Romà. Durant l'època islàmics va prendre el nom d'Al Qusayr, que significa "un petit palau o fortalesa".
Situat entre Hurghada i Marsa Alam, Qusayr és un port important. Molta gent viatjà des d'aquí fins al país de Punt per a comprar-hi ivori, pells o encens. Durant els períodes otomà i islàmic, els egipcis i musulmans del nord d'Àfrica van viatjar des de Qusayr com a peregrins fins a la Meca. També fou l'únic port d'importació de cafè des del Ièmen. Durant l'ocupació francesa d'Egipte, Qusayr fou el punt d'arribada dels àrabs i musulmans des del Hijaz que hi arribaven per a lluitar contra l'exèrcit francès. Els llocs més importants de Qusayr són el fort i la reserva d'aigua. Aquesta reserva d'aigua dolça és l'única font d'aigua que ha aprofitat la ciutat els últims cent anys.
Al Qusayr Al Kadima és un altres lloc important a les seves proximitats. Fou un port romà en el que s'hi ha trobat centenars d'àmfores i ceràmiques antigues. En aquest lloc històric s'hi ha situat una estació de policia i hi ha molts basars, cafès i restaurants. A aquí hi ha molts edificis que tenen més de 300 anys: el fort otomà i les antigues mesquites Al Farran, Al Qenawi i Al Senousi.

#### Makadi Bay

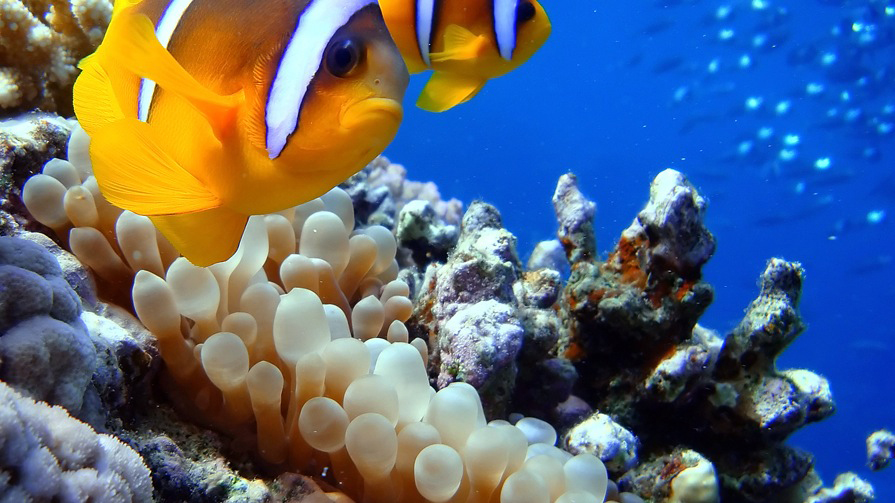
Anemones a la platja de Sharm El Naga

És un complex turístic situat a 30 km al sud de Hurghada en el que hi ha molts hotels, botigues i clubs. Està caracteritzat per les seves bones platges i no hi ha cases d'egipcis.

#### Sharm El Naga
És una població a 40 km al sud de Hurghada, a la platja de la qual hi ha un bell escull de coralls.

#### Solma Bay

Panoràmica de Solma Bay

Soma Bay és un complex turístic situat a 45 km al sud de l'Aeroport internacional de Hurghada. Està situat en una península envoltada per tots els cantons pel mar. Es pot entrar a la península per una carretera privada de 7 km que té una porta controlada.

#### El Gouna

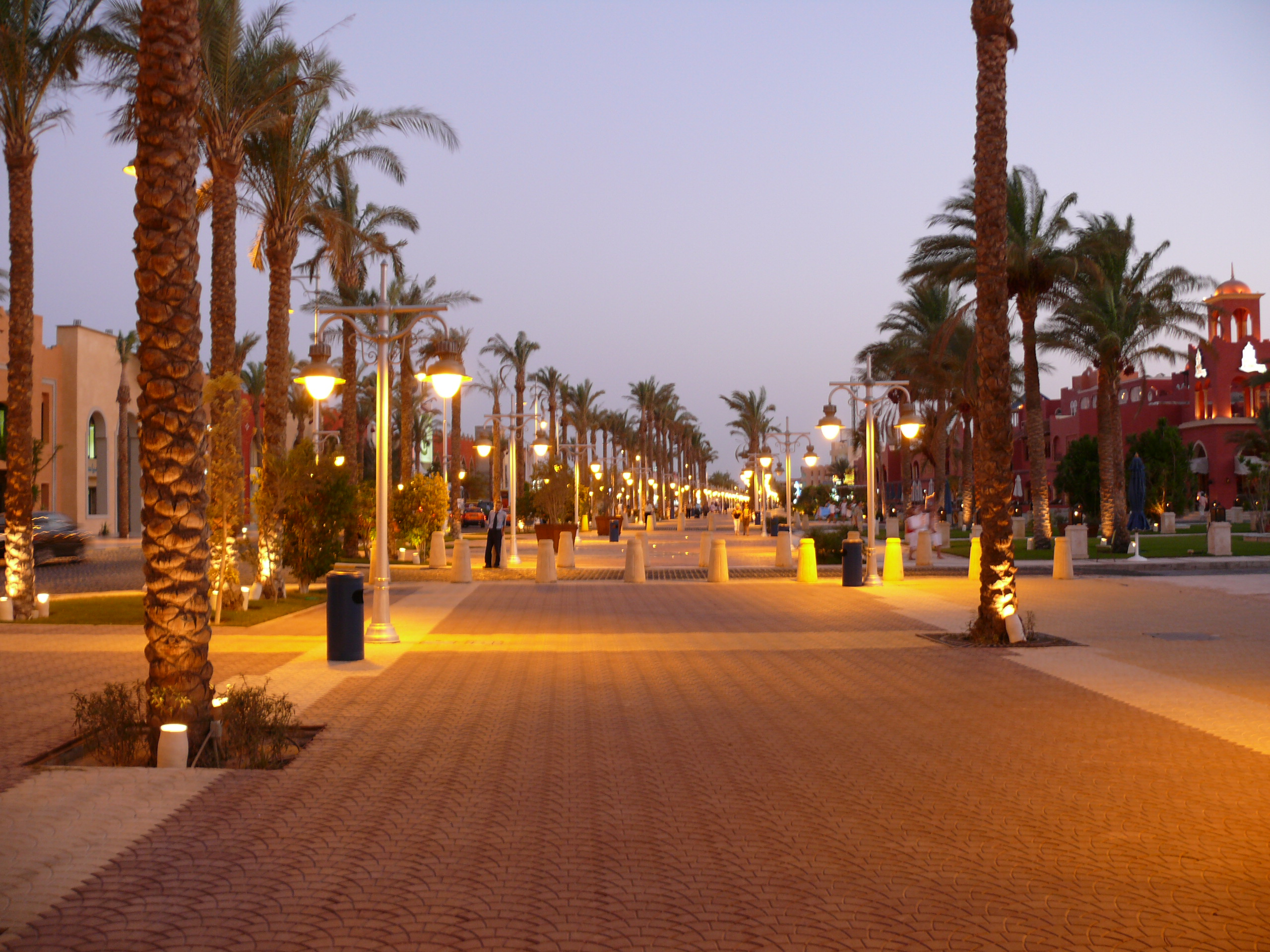
Passeig de Hurghada a la nit.

El Gouna és una ciutat privada que té les funcions d'hotel de luxe que està a 25 km al nord de Hurghada. La ciutat consisteix en moltes illes separades per canals i connectades per ponts. Hi ha més de 14 hotels que sumen 2200 vil·les i apartaments privats. Està promoguda com la Venècia d'Egipte. Està construïda en una línia de 10 km a la costa i té una arquitectura única i diversa. Té centres de busseig i d'esports aquàtics, hípics, karts, basars, restaurants, clubs, bancs, farmácia i hi ha l'Escola Internacional de El Gouna, l'escola nacional de El Gouna, un hospital privat, una biblioteca, un aeroport, casinos, una estació de ràdio privada, un museu, oficines de l'estat i un camp de golf dissenyat per Gene Bates.

#### Al-Mahmya
És una zona de costa turística situat a la protegida illa Giftun, a 45 minuts en barca des de Hurghada.

## Galeria d'imatges

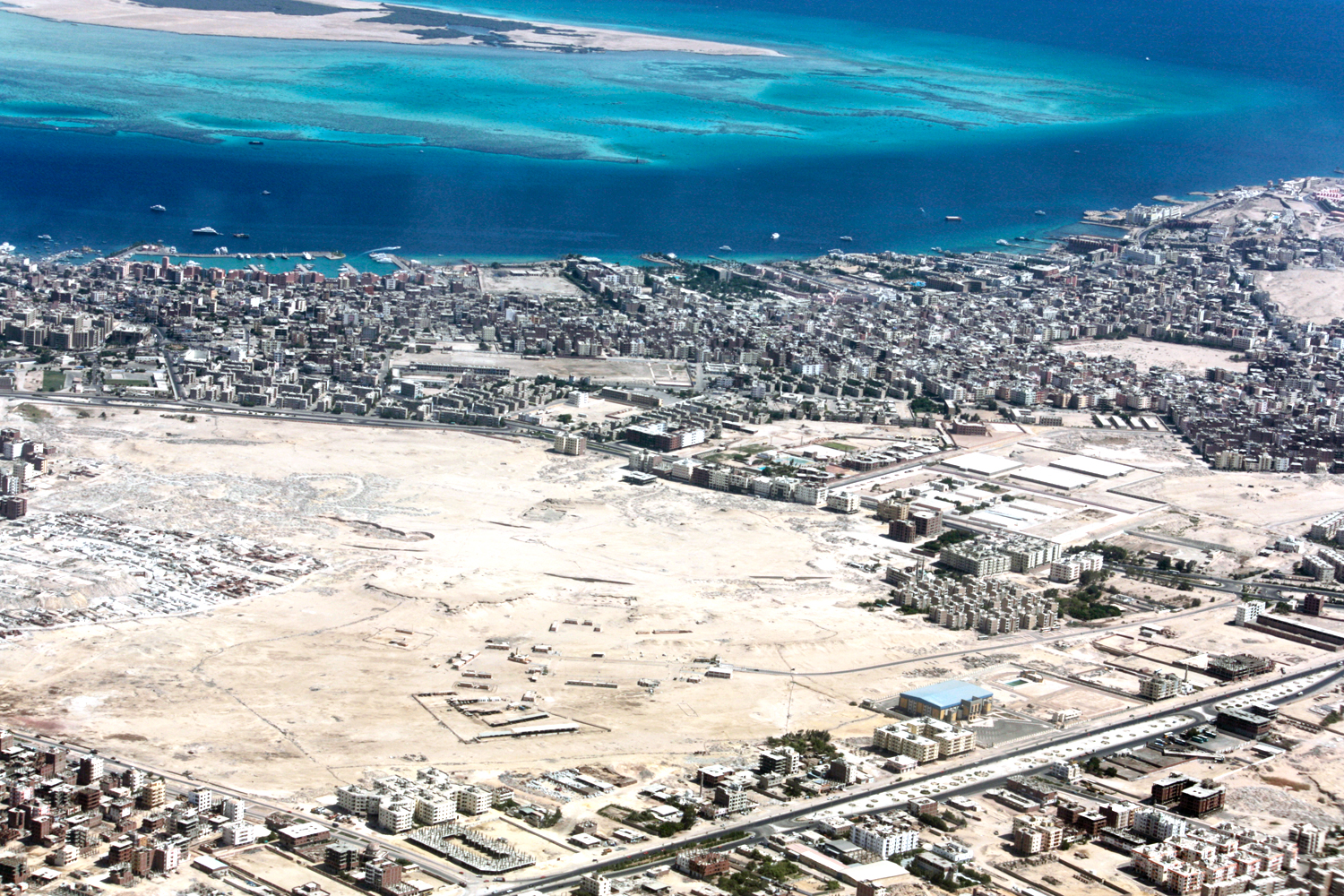
Vista aèria de Hurghada
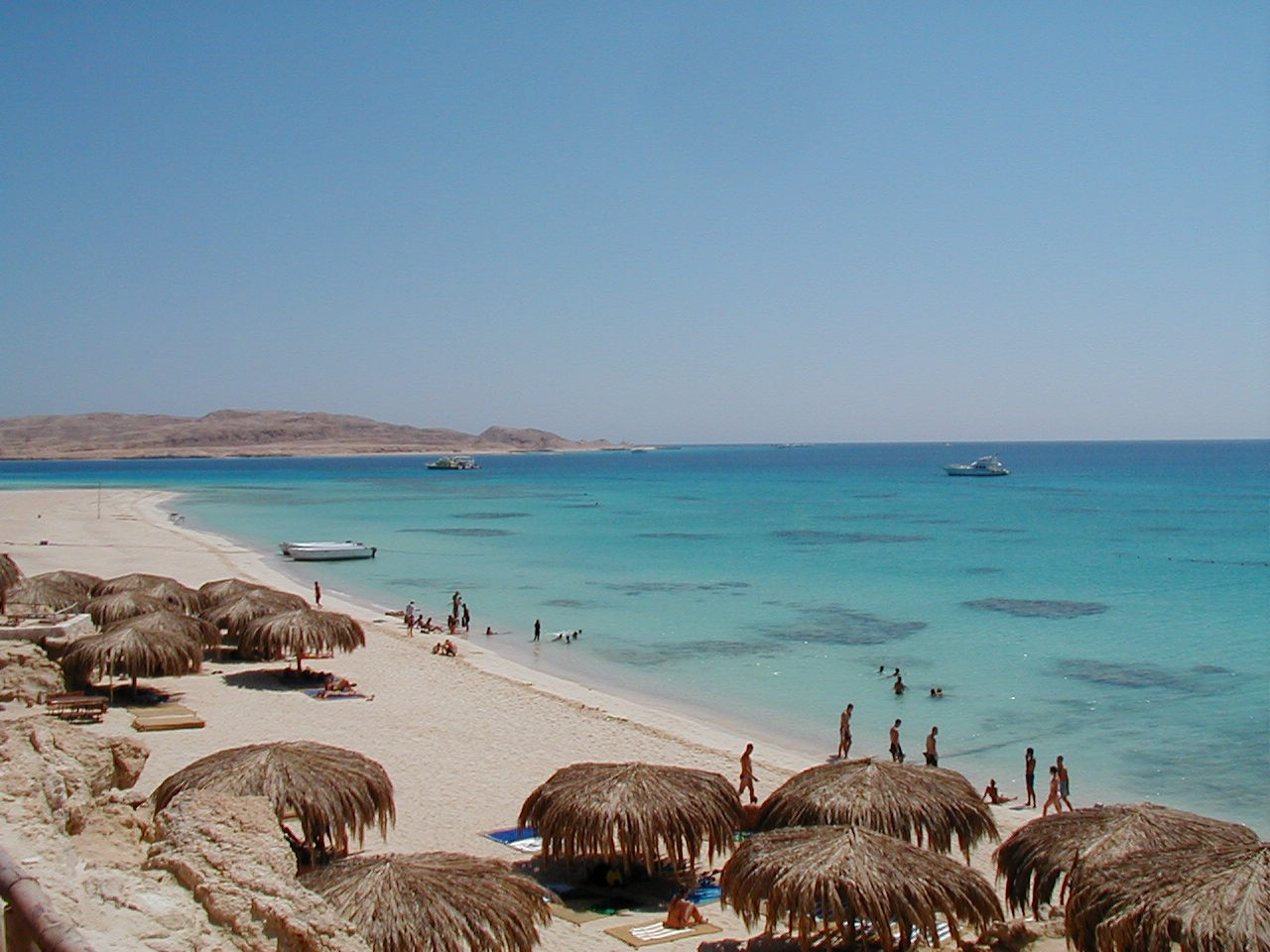
Al-Mahmeya és un parc nacional protegit a la costa de Hurghada.